# Frankrijk op het Europees kampioenschap voetbal 1992
Frankrijk was een van de deelnemende landen op het Europees kampioenschap voetbal 1992 in Zweden. Het was de derde deelname voor het land. Frankrijk werd in de eerste ronde uitgeschakeld.

## Kwalificatie
Frankrijk werkte tijdens de kwalificatiecampagne voor het Europees kampioenschap voetbal 1992 een foutloos parcours af. Het elftal van bondscoach Michel Platini speelde in functie van het getalenteerde aanvalsduo Papin-Cantona, dat goed was voor elf van de twintig Franse doelpunten in de kwalificatiecampagne. Frankrijk won elk kwalificatieduel en kwam zo als winnaar uit de groep van Tsjecho-Slowakije, Spanje, Albanië en IJsland.
Ondanks die uitstekende prestatie kwam er ook kritiek op het werk van bondscoach Platini, die er volgens sommige critici niet in was geslaagd om het aantrekkelijk spel van de vorige generatie - toen Platini zelf nog speler was - te evenaren.

### Kwalificatieduels
| 5 september 1990 | IJsland           | 1 – 2 | Frankrijk         |
| 13 oktober 1990  | Frankrijk         | 2 – 1 | Tsjecho-Slowakije |
| 17 november 1990 | Albanië           | 0 – 1 | Frankrijk         |
| 20 februari 1991 | Frankrijk         | 3 – 1 | Spanje            |
| 30 maart 1991    | Frankrijk         | 5 – 0 | Albanië           |
| 4 september 1991 | Tsjecho-Slowakije | 1 – 2 | Frankrijk         |
| 12 oktober 1991  | Spanje            | 1 – 2 | Frankrijk         |
| 20 november 1991 | Frankrijk         | 3 – 1 | IJsland           |

### Klassement groep 1
| Nr. | Land              | GW | W | G | V | DV | DT | DS  | Ptn |
| --- | ----------------- | -- | - | - | - | -- | -- | --- | --- |
| 1   | Frankrijk         | 8  | 8 | 0 | 0 | 20 | 6  | +14 | 16  |
| 2   | Tsjecho-Slowakije | 8  | 5 | 0 | 3 | 12 | 9  | +3  | 10  |
| 3   | Spanje            | 7  | 3 | 0 | 4 | 17 | 12 | +5  | 6   |
| 4   | IJsland           | 8  | 2 | 0 | 6 | 7  | 10 | -3  | 4   |
| 5   | Albanië           | 7  | 1 | 0 | 6 | 2  | 21 | -19 | 2   |

Het duel Albanië-Spanje werd geannuleerd omwille van de politieke situatie in Albanië.

## Het Europees kampioenschap

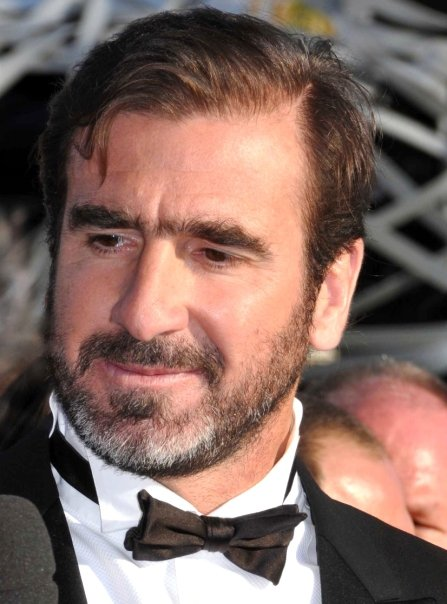
Éric Cantona belandde dankzij assistent-bondscoach Gérard Houllier bij Leeds, waar hij na enkele maanden ontdekt werd door Manchester United.

Frankrijk werd bij de loting ondergebracht in Groep 1, samen met gastland Zweden, Denemarken en Engeland, en kreeg Solna en Malm als speelsteden.
In december 1991 ging Éric Cantona tijdens een competitiewedstrijd van Nîmes niet akkoord met een beslissing van de scheidsrechter, waarna hij uit frustratie een bal naar de man wierp. De Franse aanvaller werd een maand geschorst. Toen hij vervolgens tijdens een hoorzitting van de Franse voetbalbond (FFF) een aanwezig lid van de bond beledigde, werd die schorsing met een maand uitgebreid. Als reactie besloot Cantona op 16 december 1991 een punt achter zijn spelerscarrière te zetten. Op aanraden van assistent-bondscoach Gérard Houllier en zijn psycholoog kwam de aanvaller terug op zijn beslissing en verhuisde hij naar Engeland. In januari 1992 vond hij onderdak bij Leeds United.
Op 22 maart 1992 maakte Michel Platini zijn selectie bekend. Een dag na de bekendmaking haakte spits Amara Simba af met een gebroken kuitbeen. Hij werd vervangen door Fabrice Divert. Bijna de helft van Platini's selectie bestond uit spelers van Olympique Marseille, dat in 1991 de finale van de Europacup I had bereikt en een jaar later voor de vierde keer op rij landskampioen was geworden.
Op het EK koos de bondscoach doorgaans voor een verdedigende tactiek zonder creatieve spelmaker, hoewel hij die rol zelf jarenlang had vervuld bij de Franse nationale ploeg. In het openingsduel tegen gastland Zweden startte Platini zelfs met een vijfmansverdediging. Het team dat hoopte dat aanvallers Jean-Pierre Papin en Éric Cantona het verschil zouden maken, raakte tegen Zweden niet verder dan een 1-1 gelijkspel. In de tweede wedstrijd namen de Fransen het op tegen Engeland, dat in februari 1992 in een oefenduel nog met 2-0 had gewonnen van Frankrijk. Ditmaal werd het 0-0 en mocht Platini blij zijn dat verdediger Basile Boli niet werd uitgesloten na een kopstoot tegen de oogkas van Stuart Pearce. In de laatste groepswedstrijd stond Frankrijk tegenover latere winnaar Denemarken dat aanvankelijk niet gekwalificeerd was voor het EK, maar door de afwezigheid van Joegoslavië alsnog werd opgeroepen om deel te nemen aan het toernooi. Denemarken versloeg Frankrijk met 1-2 en plaatste zich zo samen met Zweden voor de halve finale.

### Nasleep

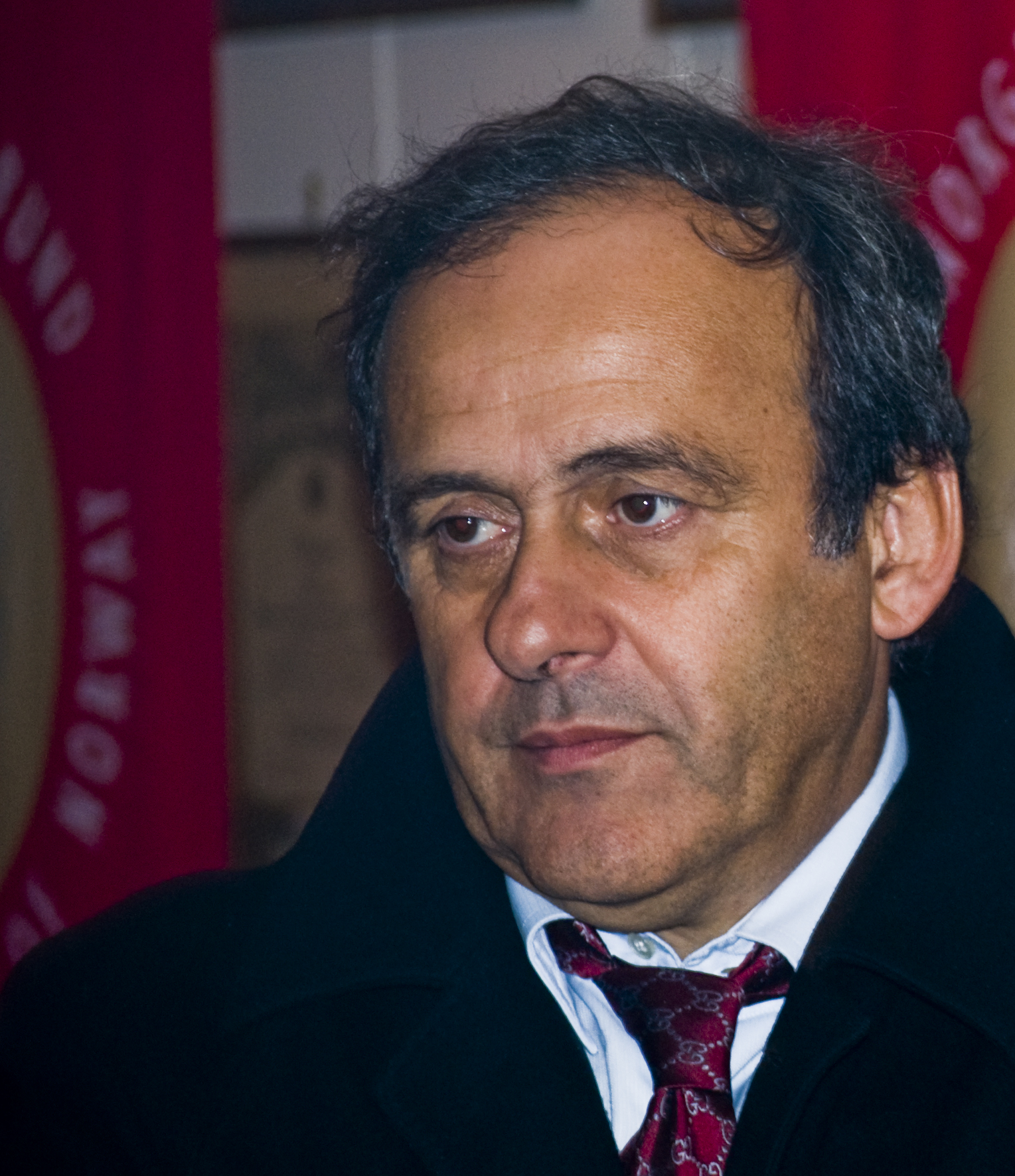
Bondscoach Michel Platini werd later voorzitter van de UEFA.

Na de uitschakeling van Frankrijk bood Platini zijn ontslag aan. Sommige spelers verklaarden het falen van de nationale ploeg doordat ze fysiek uitgeput aan het toernooi waren begonnen. Critici haalden als voornaamste oorzaak het gebrek aan aanvallende creativiteit aan. Platini werd na het toernooi opgevolgd door zijn assistent Gérard Houllier.
Een maand na de uitschakeling kreeg Frankrijk te horen dat het in 1998 het wereldkampioenschap mocht organiseren.

### Technische staf
| Naam              | Functie           |
| ----------------- | ----------------- |
| Technische staf   |                   |
| Michel Platini    | Bondscoach        |
| Gérard Houllier   | Assistent-trainer |
| Philippe Bergeroo | Keeperstrainer    |
| Henri Émile       | Teammanager       |

### Selectie en statistieken
| Nr. | Naam                 | Geboortedatum | GW |   |   |   |   |   |   | Club                | Positie(s) |
| --- | -------------------- | ------------- | -- | - | - | - | - | - | - | ------------------- | ---------- |
| 1   | Bruno Martini        | 25-01-1962    | 3  | 0 | 0 | 0 | 0 | 0 | 0 | Auxerre             | GK         |
| 2   | Manuel Amoros        | 01-02-1962    | 3  | 0 | 0 | 0 | 0 | 0 | 0 | Olympique Marseille | RB, LB     |
| 3   | Franck Silvestre     | 05-04-1967    | 0  | 0 | 0 | 0 | 0 | 0 | 0 | Sochaux             | CB         |
| 4   | Emmanuel Petit       | 22-09-1970    | 0  | 0 | 0 | 0 | 0 | 0 | 0 | AS Monaco           | CM, LM     |
| 5   | Laurent Blanc        | 19-11-1965    | 3  | 0 | 0 | 0 | 0 | 0 | 0 | Napoli              | CB         |
| 6   | Bernard Casoni       | 04-09-1961    | 3  | 0 | 1 | 0 | 0 | 0 | 0 | Olympique Marseille | LB, CB     |
| 7   | Didier Deschamps     | 15-10-1968    | 3  | 0 | 1 | 0 | 0 | 0 | 0 | Olympique Marseille | CM, DM     |
| 8   | Franck Sauzée        | 28-10-1965    | 2  | 0 | 0 | 0 | 0 | 0 | 1 | Olympique Marseille | CM, CB     |
| 9   | Jean-Pierre Papin    | 09-03-1968    | 3  | 2 | 0 | 0 | 0 | 0 | 0 | Olympique Marseille | CF         |
| 10  | Luis Fernández       | 02-10-1959    | 3  | 0 | 1 | 0 | 0 | 2 | 1 | Cannes              | DM, CM     |
| 11  | Christian Perez      | 13-05-1963    | 3  | 0 | 1 | 0 | 0 | 2 | 1 | Paris Saint-Germain | AM, LW     |
| 12  | Christophe Cocard    | 23-11-1967    | 1  | 0 | 0 | 0 | 0 | 1 | 0 | Auxerre             | RW         |
| 13  | Basile Boli          | 02-01-1967    | 3  | 0 | 1 | 0 | 0 | 0 | 0 | Olympique Marseille | CB         |
| 14  | Jean-Philippe Durand | 11-11-1960    | 2  | 0 | 0 | 0 | 0 | 0 | 0 | Olympique Marseille | CM, RM     |
| 15  | Fabrice Divert       | 02-09-1967    | 0  | 0 | 0 | 0 | 0 | 0 | 0 | Montpellier         | CF         |
| 16  | Pascal Vahirua       | 09-03-1966    | 2  | 0 | 0 | 0 | 0 | 0 | 2 | Auxerre             | LW, LM     |
| 17  | Rémi Garde           | 03-04-1966    | 0  | 0 | 0 | 0 | 0 | 0 | 0 | Olympique Lyon      | DM, CM     |
| 18  | Éric Cantona         | 24-05-1966    | 3  | 0 | 1 | 0 | 0 | 0 | 0 | Leeds United        | AM, CF     |
| 19  | Gilles Rousset       | 22-08-1963    | 0  | 0 | 0 | 0 | 0 | 0 | 0 | Olympique Lyon      | GK         |
| 20  | Jocelyn Angloma      | 07-08-1965    | 2  | 0 | 1 | 0 | 0 | 1 | 1 | Olympique Marseille | RB         |

### Wedstrijden

#### Klassement groep 1
| Land       | GW | Win | Gel | Ver | DV | DT | +/- | Pnt |
| ---------- | -- | --- | --- | --- | -- | -- | --- | --- |
| Zweden     | 3  | 2   | 1   | 0   | 4  | 2  | +2  | 5   |
| Denemarken | 3  | 1   | 1   | 1   | 2  | 2  | 0   | 3   |
| Frankrijk  | 3  | 0   | 2   | 1   | 2  | 3  | -1  | 2   |
| Engeland   | 3  | 0   | 2   | 1   | 1  | 2  | -1  | 2   |

#### Groepsfase
|                            |              |         |           |                                                                                        |
| 10 juni 1992 20:15 (UTC+1) | Zweden       | 1 – 1   | Frankrijk | Råsundastadion, Solna Toeschouwers: 29.860 Scheidsrechter: Alexey Spirin (Sovjet-Unie) |
| 10 juni 1992 20:15 (UTC+1) | Eriksson 24' | Verslag | 58' Papin | Råsundastadion, Solna Toeschouwers: 29.860 Scheidsrechter: Alexey Spirin (Sovjet-Unie) |

| Zweden | Frankrijk |

| Zweden:         |    |                   |     |
|                 |    |                   |     |
| GK              | 1  | Thomas Ravelli    |     |
| RB              | 2  | Roland Nilsson    |     |
| CB              | 3  | Jan Eriksson      |     |
| CB              | 4  | Patrik Andersson  |     |
| LB              | 5  | Joachim Björklund |     |
| RM              | 7  | Klas Ingesson     |     |
| CM              | 9  | Jonas Thern       | 87' |
| CM              | 6  | Stefan Schwarz    | 39' |
| LM              | 10 | Anders Limpar     |     |
| CF              | 11 | Tomas Brolin      |     |
| CF              | 16 | Kennet Andersson  | 74' |
| Wisselspelers:  |    |                   |     |
| FW              | 17 | Martin Dahlin     | 74' |
| Coach:          |    |                   |     |
| Thomas Svensson |    |                   |     |

| Frankrijk:     |    |                   |         |
|                |    |                   |         |
| GK             | 1  | Bruno Martini     |         |
| RWB            | 20 | Jocelyn Angloma   | 35' 66' |
| CB             | 5  | Laurent Blanc     |         |
| CB             | 13 | Basile Boli       |         |
| CB             | 6  | Bernard Casoni    |         |
| LWB            | 2  | Manuel Amoros     |         |
| CM             | 8  | Franck Sauzée     |         |
| CM             | 7  | Didier Deschamps  |         |
| CM             | 16 | Pascal Vahirua    | 46'     |
| CF             | 18 | Éric Cantona      | 53'     |
| CF             | 9  | Jean-Pierre Papin |         |
| Wisselspelers: |    |                   |         |
| MF             | 11 | Christian Perez   | 46'     |
| MF             | 10 | Luis Fernández    | 66'     |
| Coach:         |    |                   |         |
| Michel Platini |    |                   |         |

|                            |           |       |          |                                                                                   |
| 14 juni 1992 17:15 (UTC+1) | Frankrijk | 0 – 0 | Engeland | Malmö Stadion, Malmö Toeschouwers: 26.535 Scheidsrechter: Sándor Puhl (Hongarije) |
| 14 juni 1992 17:15 (UTC+1) | Verslag   |       |          | Malmö Stadion, Malmö Toeschouwers: 26.535 Scheidsrechter: Sándor Puhl (Hongarije) |

| Frankrijk | Engeland |

| Frankrijk:     |    |                      |         |
|                |    |                      |         |
| GK             | 1  | Bruno Martini        |         |
| RB             | 2  | Manuel Amoros        |         |
| CB             | 5  | Laurent Blanc        |         |
| CB             | 13 | Basile Boli          |         |
| LB             | 6  | Bernard Casoni       |         |
| RM             | 14 | Jean-Philippe Durand |         |
| CM             | 8  | Franck Sauzée        | 46'     |
| CM             | 7  | Didier Deschamps     |         |
| LM             | 10 | Luis Fernández       | 31' 75' |
| CF             | 18 | Éric Cantona         |         |
| CF             | 9  | Jean-Pierre Papin    |         |
| Wisselspelers: |    |                      |         |
| DF             | 20 | Jocelyn Angloma      | 46'     |
| MF             | 11 | Christian Perez      | 75'     |
| Coach:         |    |                      |         |
| Michel Platini |    |                      |         |

| Engeland:     |    |                |     |
|               |    |                |     |
| GK            | 1  | Chris Woods    |     |
| RWB           | 11 | Andy Sinton    |     |
| CB            | 4  | Martin Keown   |     |
| CB            | 12 | Carlton Palmer |     |
| CB            | 5  | Des Walker     |     |
| LWB           | 3  | Stuart Pearce  |     |
| CM            | 8  | Trevor Steven  |     |
| DM            | 19 | David Batty    | 69' |
| CM            | 7  | David Platt    |     |
| CF            | 10 | Gary Lineker   |     |
| CF            | 20 | Alan Shearer   |     |
| Coach:        |    |                |     |
| Graham Taylor |    |                |     |

|                            |           |         |                       |                                                                                          |
| 17 juni 1992 20:15 (UTC+1) | Frankrijk | 1 – 2   | Denemarken            | Malmö Stadion, Malmö Toeschouwers: 25.673 Scheidsrechter: Hubert Forstinger (Oostenrijk) |
| 17 juni 1992 20:15 (UTC+1) | Papin 60' | Verslag | 8' Larsen 78' Elstrup | Malmö Stadion, Malmö Toeschouwers: 25.673 Scheidsrechter: Hubert Forstinger (Oostenrijk) |

| Frankrijk | Denemarken |

| Frankrijk:     |    |                      |         |
|                |    |                      |         |
| GK             | 1  | Bruno Martini        |         |
| RB             | 2  | Manuel Amoros        |         |
| CB             | 5  | Laurent Blanc        |         |
| CB             | 13 | Basile Boli          | 38'     |
| LB             | 6  | Bernard Casoni       | 15'     |
| RM             | 14 | Jean-Philippe Durand |         |
| CM             | 7  | Didier Deschamps     | 73'     |
| CM             | 11 | Christian Perez      | 32' 79' |
| LM             | 16 | Pascal Vahirua       | 46'     |
| CF             | 18 | Éric Cantona         |         |
| CF             | 9  | Jean-Pierre Papin    |         |
| Wisselspelers: |    |                      |         |
| MF             | 10 | Luis Fernández       | 46'     |
| FW             | 12 | Christophe Cocard    | 79'     |
| Coach:         |    |                      |         |
| Michel Platini |    |                      |         |

| Denemarken:            |    |                  |         |
|                        |    |                  |         |
| GK                     | 1  | Peter Schmeichel |         |
| RWB                    | 2  | John Sivebæk     |         |
| CB                     | 3  | Kent Nielsen     | 61'     |
| CB                     | 5  | Lars Olsen       |         |
| CB                     | 6  | Kim Christofte   |         |
| LWB                    | 18 | Henrik Andersen  |         |
| CM                     | 7  | John Jensen      |         |
| CM                     | 13 | Henrik Larsen    |         |
| AM                     | 11 | Brian Laudrup    |         |
| CF                     | 14 | Torben Frank     | 45' 66' |
| CF                     | 9  | Flemming Povlsen | 14'     |
| Wisselspelers:         |    |                  |         |
| DF                     | 12 | Torben Piechnik  | 61'     |
| FW                     | 10 | Lars Elstrup     | 66'     |
| Coach:                 |    |                  |         |
| Richard Møller Nielsen |    |                  |         |

## Afbeeldingen

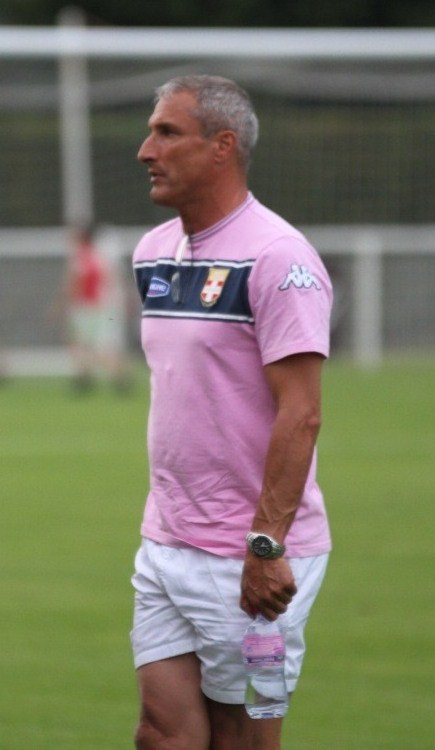
Bernard Casoni (verdediger)
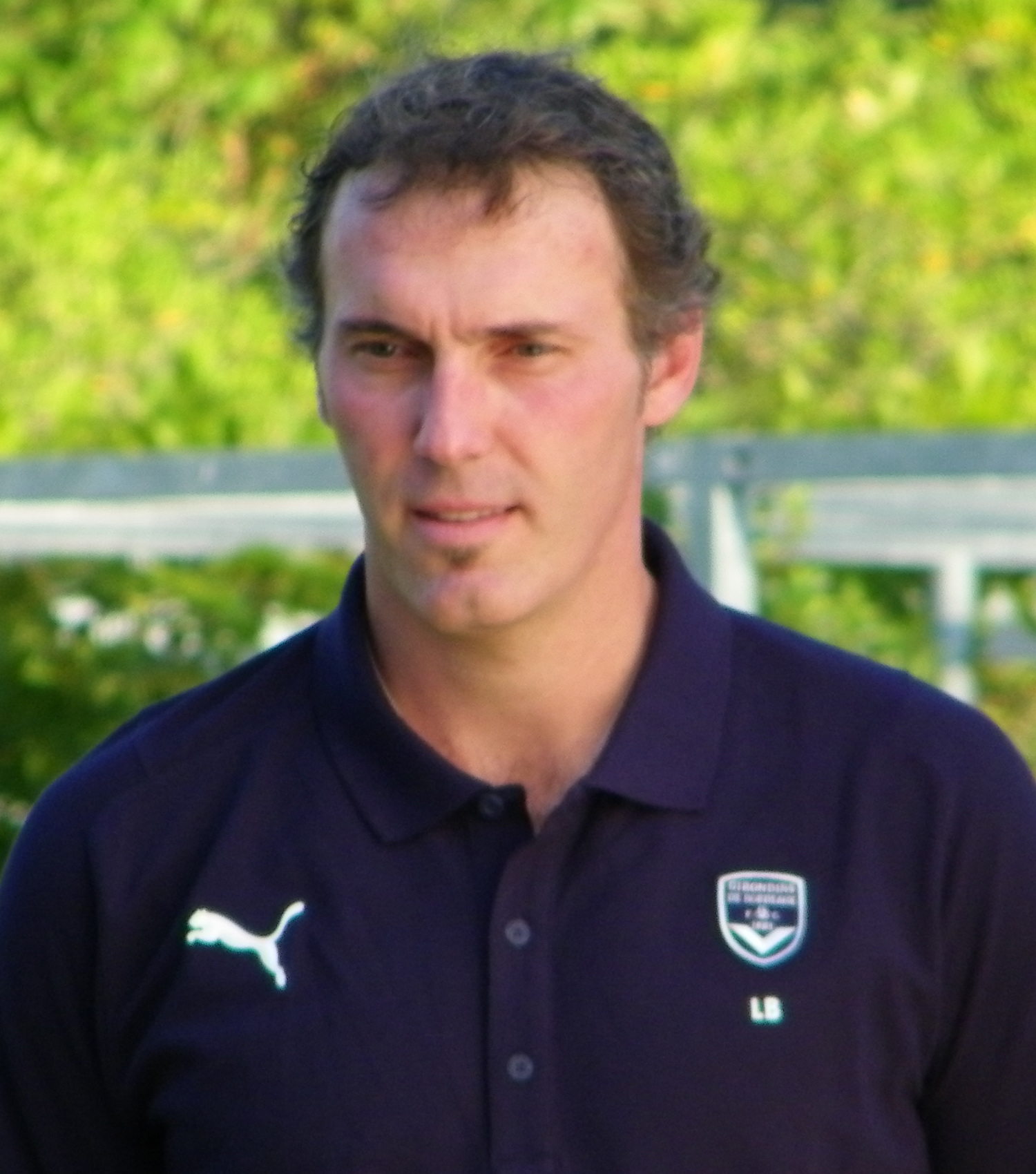
Laurent Blanc (verdediger)
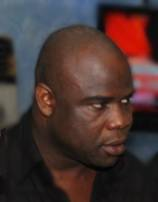
Basile Boli (verdediger)
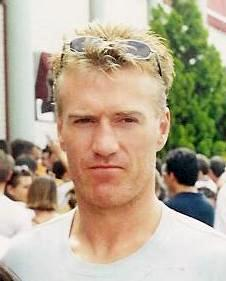
Didier Deschamps (middenvelder)
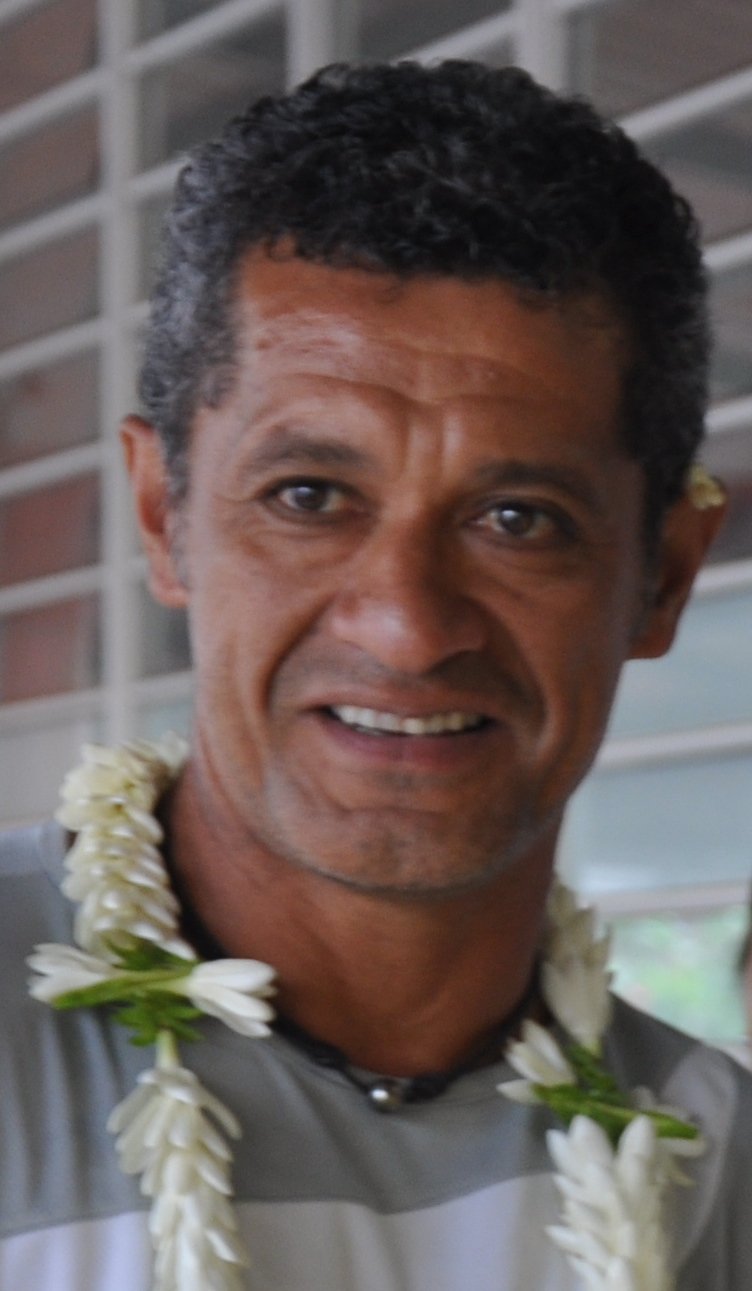
Pascal Vahirua (middenvelder)
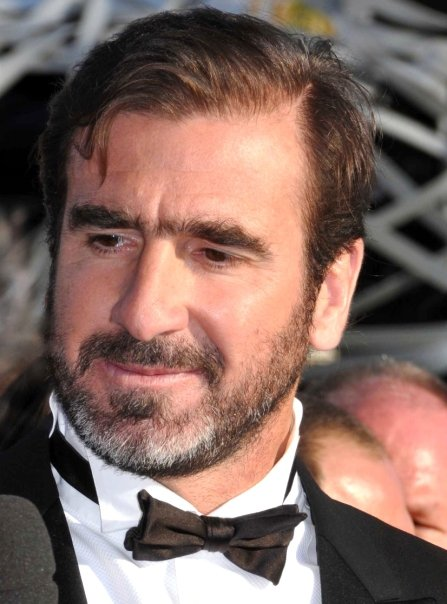
Éric Cantona (aanvaller)
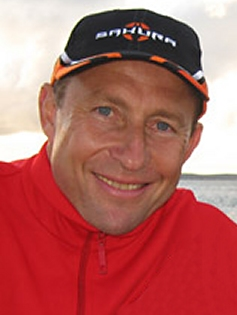
Jean-Pierre Papin (aanvaller)

FFF · A-internationals · Selecties · Bondscoaches · Frans vrouwenelftal · Olympisch elftal · Frankrijk U21 · Frankrijk U20 · Frankrijk U19 · Frankrijk U18 · Frankrijk U17 · Frankrijk U16 · Vrouwen U17
1904 – 1919 ·
1920 – 1929 ·
1930 – 1939 ·
1940 – 1949 ·
1950 – 1959 ·
1960 – 1969 ·
1970 – 1979 ·
1980 – 1989 ·
1990 – 1999 ·
2000 – 2009 ·
2010 – 2019 ·
2020 – 2029
EK's: 1984 · 
1992 · 
1996 · 
2000 · 
2004 · 
2008 · 
2012 · 
2016 · 
2020 · 
2024
WK's: 1930 · 
1934 · 
1938 · 
1954 · 
1958 · 
1966 · 
1978 · 
1982 · 
1986 · 
1998 · 
2002 · 
2006 · 
2010 · 
2014 · 
2018 · 
2022
OS: 1900 · 
1908 · 
1920 · 
1924 · 
1948 · 
1952 · 
1960 · 
1968 · 
1976 · 
1984 · 
1996 · 
2020
1904 · 
1905 · 
1906 · 
1907 · 
1908 · 
1909 · 
1910 · 
1911 · 
1912 · 
1913 · 
1914 · 
1915 · 1916 · 1917 · 1918 · 
1919 · 
1920 · 
1921 · 
1922 · 
1923 · 
1924 · 
1925 · 
1926 · 
1927 · 
1928 · 
1929 · 
1930 · 
1931 · 
1932 · 
1933 · 
1934 · 
1935 · 
1936 · 
1937 · 
1938 · 
1939 · 
1940 · 1941  · 
1942 · 
1943 · 1944  · 
1945 · 
1946 · 
1947 · 
1948 · 
1949 · 
1950 · 
1951 · 
1952 · 
1953 · 
1954 · 
1955 · 
1956 · 
1957 · 
1958 · 
1959 ·
1960 · 
1961 · 
1962 · 
1963 · 
1964 · 
1965 · 
1966 · 
1967 · 
1968 · 
1969 ·
1970 · 
1971 · 
1972 · 
1973 · 
1974 · 
1975 · 
1976 · 
1977 · 
1978 · 
1979 ·
1980 · 
1981 · 
1982 · 
1983 · 
1984 · 
1985 · 
1986 · 
1987 · 
1988 · 
1989 · 
1990 · 
1991 · 
1992 · 
1993 · 
1994 · 
1995 · 
1996 · 
1997 · 
1998 · 
1999 · 
2000 · 
2001 · 
2002 · 
2003 · 
2004 · 
2005 · 
2006 · 
2007 · 
2008 · 
2009 · 
2010 · 
2011 · 
2012 · 
2013 · 
2014 · 
2015 · 
2016 · 
2017 · 
2018 ·
2019 ·
2020 ·
2021 ·
2022 ·
2023
Albanië ·
Algerije ·
Andorra ·
Argentinië ·
Armenië ·
Australië ·
Azerbeidzjan ·
België ·
Bolivia ·
Bosnië en Herzegovina ·
Brazilië ·
Bulgarije ·
Canada ·
Chili ·
China ·
Colombia ·
Costa Rica ·
Cyprus ·
Denemarken ·
Duitse Democratische Republiek ·
Duitsland ·
Ecuador ·
Egypte ·
Engeland ·
Estland ·
Faeröer ·
Finland ·
Georgië ·
Gibraltar ·
Griekenland ·
Honduras ·
Hongarije ·
Ierland ·
IJsland ·
Iran ·
Israël ·
Italië ·
Ivoorkust ·
Jamaica ·
Japan ·
Joegoslavië ·
Kameroen ·
Kazachstan ·
Koeweit ·
Kroatië ·
Letland ·
Litouwen ·
Luxemburg ·
Malta ·
Marokko ·
Mexico ·
Moldavië ·
Nederland ·
Nieuw-Zeeland ·
Nigeria ·
Noord-Ierland ·
Noorwegen ·
Oekraïne ·
Oostenrijk ·
Paraguay ·
Peru · 
Polen ·
Portugal ·
Roemenië ·
Rusland ·
Saoedi-Arabië ·
Schotland ·
Senegal ·
Servië ·
Slovenië ·
Slowakije ·
Sovjet-Unie ·
Spanje ·
Togo ·
Tsjechië ·
Tsjecho-Slowakije ·
Tunesië ·
Turkije ·
Uruguay ·
Verenigde Staten ·
Wales ·
Wit-Rusland ·
Zuid-Afrika ·
Zuid-Korea ·
Zweden ·
Zwitserland
Albanië (2016) ·
Argentinië (2018) ·
Argentinië (2022) ·
Australië (2018) · 
België (1904) · 
België (2018) · 
Brazilië (1998) · 
Brazilië (2006) · 
Denemarken (2002) · 
Denemarken (2018) ·
Duitsland (2014) · 
Duitsland (2021) · 
Ecuador (2014) · 
Engeland (1982) · 
Engeland (2012) · 
Engeland (2022) ·
Honduras (2014) · 
Hongarije (2021) · 
Italië (2000) · 
Italië (2006) · 
Italië (2008) · 
Japan (2001) · 
Kameroen (2003) · 
Koeweit (1982) · 
Kroatië (2018) · 
Marokko (2022) ·
Mexico (2010) · 
Nederland (2008) · 
Nigeria (2014) ·
Noord-Ierland (1982) · 
Oekraïne (2012) · 
Oostenrijk (1982) · 
Peru (2018) · 
Polen (1982) · 
Polen (2022) ·
Portugal (2006) · 
Portugal (2016) ·
Portugal (2021) ·
Roemenië (2008) ·
Roemenië (2016) ·
Senegal (2002) · 
Spanje (1984) ·
Spanje (2006) ·
Spanje (2012) ·
Spanje (2021) ·
Togo (2006) ·
Tsjecho-Slowakije (1982) ·
Uruguay (2002) ·
Uruguay (2010) ·
Uruguay (2018) ·
Zuid-Afrika (2010) ·
Zuid-Korea (2006) ·
Zweden (2012) ·
Zwitserland (2006) ·
Zwitserland (2014) ·
Zwitserland (2016) ·
Zwitserland (2021)